# NGC 3953
NGC 3953 je spirální galaxie s příčkou v souhvězdí Velké medvědice. Pravděpodobně ji objevil Pierre Méchain 12. března 1781.
Od Země je vzdálena přibližně 63 milionů světelných let
a je členem skupiny galaxií M 109.

## Pozorování
NGC 3953 leží 1,5° jižně od jasné a velmi známé hvězdy Phecda (γ UMa), která je součástí známého asterismu s názvem Velký vůz. Za dobrých pozorovacích podmínek je viditelná i menšími dalekohledy a při použití malého zvětšení se vejde do zorného pole spolu se sousední galaxií M109, která leží 1,2° severovýchodně.

## Historie pozorování
Tuto galaxii objevil Pierre Méchain 12. března 1781. O několik týdnů později ji pozoroval i Charles Messier spolu se sousední galaxií M109, ale pravděpodobně si neuvědomil, že pozoruje dva různé objekty, protože do svých zápisků uvedl jediný objekt, jehož rektascenze se shoduje s NGC 3953 a deklinace se shoduje s deklinací M109 (NGC 3992). 12. dubna 1789 tuto galaxii nezávisle spoluobjevil William Herschel.

## Vlastnosti
Galaxie je od Země vzdálená asi 63 milionů světelných let a je členem skupiny galaxií M 109. Její úhlový rozměr 6,9'x3,5' a hvězdná velikost 9,8. Od Slunce se vzdaluje rychlostí 1 050 km/s.

## Supernovy
V této galaxii byly objeveny dvě supernovy:
- SN 2001dp typu Ia, 12. srpna 2001 dosáhla magnitudy 14,4[9][13]
- SN 2006bp typu II, 11. května 2006 dosáhla magnitudy 15,1[9][13]